# Hans Fischer (Altersturner)
Hans Fischer (* 15. Oktober 1920; † 28. September 2003) war ein Altersturner, der als Showstar internationale Bekanntheit erreichte.
Dabei war er mit seinen Leistungen und gelebten Prinzipien Vorbild. Seine Mission formulierte er wie folgt: „Glücklich bin ich, wenn immer wieder Menschen sagen, dass ich Ihnen Vorbild bin und sie mir nacheifern wollen. Das erlebe ich öfter. Das betrachte ich als meine Mission für unser schönes Turnen!“

## Trainer
Nach fast zehn Jahren sowjetischer Kriegsgefangenschaft begann Hans Fischer seine Trainerlaufbahn mit einem Trainer-Hochschulstudium an der DHfK in Leipzig. Er arbeitete als hauptamtlicher Trainer im Raum Lauchhammer und beim SC Aktivist Brieske-Senftenberg, später als Trainer an der KJS Forst sowie als Bezirkstrainer für den Bezirk Cottbus. Darüber hinaus agierte er als Mitglied der Nachwuchskommission des DTV, besuchte regelmäßig Weiterbildungslehrgänge des DTB und war bis 1999 Inhaber der Trainer-A-Lizenz.

## Altersturner
Hans Fischer begann seine turnerische Laufbahn 1927, zunächst als Freizeitsportler. Erst nach dem Eintritt in das Rentenalter begann er intensiv seine Leistungen aufzubauen. Hier arbeitete er streng nach seiner Trainingslehre und verfolgte diese mit unnachgiebiger Disziplin. In den Rentnerjahren absolvierte er 192 Wettkämpfe, bei denen er in 170 siegte. Darunter waren u. a. Deutsche Turnfeste, Deutsche Meisterschaften im Altersturnen und die Jahn-Gedenkturnfeste in Freyburg (Unstrut). Sein Wettkampfrekord war im Jahr 1997 bei 17 geturnten Wettkämpfen, gefolgt von 2001, wo er mit 81 Jahren 15 Wettkämpfe turnte.

## Showstar
Fischers Fähigkeiten brachten ihm Auftritte bei Showveranstaltungen in Deutschland, Tschechien, Österreich, Schweiz, Italien oder in Spanien. Höhepunkt waren dabei die mehrfache Teilnahme an der STB- bzw. an der DTB-Gala vor je mehr als 20.000 Menschen. Besonders gern turnte er im Rahmenprogramm vor heimischen Lausitzer Publikum beim jährlich stattfindenden Turnier der Meister in Cottbus mit. Seine Bekanntheit zog die Aufmerksamkeit der Presse auf ihn.

## Fortentwickler des Turnsports
Hans Fischer war wie Friedrich Ludwig Jahn Patriot der Turnbewegung und sah seine Arbeit nicht nur auf dem Turnplatz oder in der Turnhalle, sondern auch in der Gestaltung der Rahmenbedingungen in zahlreichen Gremien, Diskussionen mit Funktionären und in Veröffentlichungen. Er arbeitete wie Jahn als Lehrer und bot außerschulisch Turntraining in Sportgemeinschaften an. Er sah im Turnen mehr eine Vielfalt an Leibesübungen. So ging er mit bestem Beispiel voran und praktizierte Bewegungsvielfalt u. a. durch Schwimmen, Radfahren oder Ausdauerlauf. Er nutzte seine Bekanntheit und Medienkontakte für einen Dialog mit der Gesellschaft, dem Breiten- und auch Spitzensport. Hans Fischer wollte und konnte nicht wegsehen. Er hielt sich stets über die aktuellen Entwicklungen auf dem Laufenden und verfolgte diese kritisch.
Da die Ideale und Werte Hans Fischers nicht mit seinem Ableben verloren gehen sollen, wird zum Freyburger Friedrich-Ludwig-Jahn-Gedächtnisturnen der sogenannte Hans-Fischer-Test durchgeführt. Darüber hinaus wird jährlich zum Cottbuser Turn-Memorial ein Hans-Fischer-Pokal vergeben. Bis zum Ende des Jahres 2006 gab es im Freyburger Friedrich-Ludwig-Jahn-Museum eine Sonderausstellung über Hans Fischer zu sehen.

## Privates
Hans Fischer war vielseitig begabt. So hat er in seiner Jugend gern gemalt, Geige gespielt und gesungen. Zwei in italienisch besungene Schallplatten sind von ihm erhalten geblieben. Darüber hinaus ist er in der Jugend oft mit dem Fahrrad und Anhänger zum ca. 30 km entfernten Hutberg gefahren, um dort als Segelflieger einige Runden zu drehen. Darüber hinaus hat er Tanzen gelernt und dabei auch seine spätere Frau Irmgard kennengelernt. Später hat er sich intensiv mit seinem Trabant 500 beschäftigt sowie einen 5.000 m² großen Garten bewirtschaftet. Seine Tochter Brigitte wurde ebenfalls Turnerin und turnte zur damaligen Zeit als eine der ersten Turnerinnen weltweit zwei Flick Flacks hintereinander auf dem Schwebebalken.

## Filme
Turnvater Fischer: Beispiellose Karriere im europäischen Seniorensport (ausgestrahlt zuerst im ORB am 25. Oktober 2000 von 21.35 bis 22.05 Uhr, Wiederholung z. B. bei phoenix am 30. November 2002 um 13.30 Uhr)